# Rue Bailla
La rue Bailla  est une voie de la commune française de Reims, située dans le département de la Marne, en région Grand Est.

## Situation et accès
La rue Bailla débute rue du Barbâtre et se termine rue Coquillard.
La voie est à sens unique avec un contre-sens vélo, et donne accès à la cour Bailla. En 2021, la rue pavée est recouverte de bitume.

## Origine du nom
Le nom provient d’un bailla (monstre fantastique), sculpté au-dessus d’une porte de la rue, en fait un dragon,.

## Bâtiments remarquables et lieux de mémoire
- Cour Bailla : la rue Bailla donne accès à la cour Bailla qui est privée. Cette cour est figurative des nombreuses cours existantes dans le quartier avant sa restructuration dans le cadre du programme de reconstruction du quartier Saint-Remi. Historiquement au début du XIXe siècle, le quartier était un quartier d’artisanat, relativement pauvre par rapport au centre-ville proche. Les habitats étaient réalisés autour d’une cour avec en général un puits central.
- Tour  Bailla : connue au XIVe siècle mais disparue en 1848. Elle était située en face de la rue Bailla. Elle constituait la troisième tour des remparts de Reims depuis la porte à Vesle[3].
- Le nom de la rue rappelle une ancienne cérémonie de l’église de Reims : à la procession des Rogations, le clergé promenait un immense dragon d’osier (le bailla). Le peuple s’amusait à jeter dans sa gueule des pièces de monnaie et des friandises[4],[5].